# Каплиця

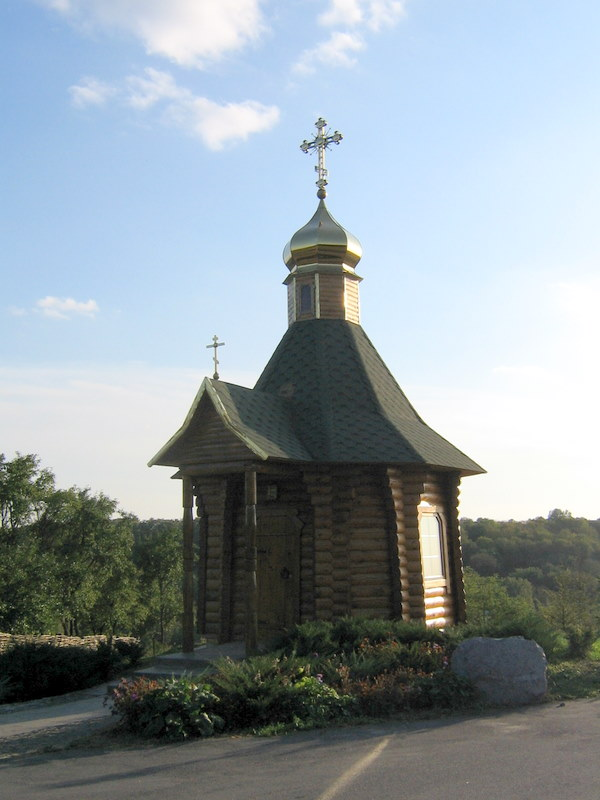
Каплиця Покрови Пресвятої Богородиці Святого Тарасія на батьківщині Шевченка в Моринцях

Капли́ця — невелика молитовна будівля — церква без вівтаря, у великих церквах — частина церкви, присвячена фундатору чи святому. На цвинтарях, над входом до склепів, слугувала надгробним пам'ятником. В сучасній Україні новоутворена релігійна громада, як правило, споруджувала спершу тимчасову каплицю, а пізніше, зібравши між собою достатньо грошей, — уже храм.

Капличка біля храму у Івано-Франківську

## Етимологія
Слово каплиця походить через пол. kaplica від лат. capella — зменшувальної форми слова cappa («плащ-накидка з каптуром»). Буквально — «маленький плащ». З латинського слова походять і англ. chapel, нім. Kapelle, фр. chapelle.
Легенда говорить, що вояк на ім'я Мартин, зустрівши жебрака, розрізав своє одіяння надвоє і віддав тому половину. Собі він залишив лише верхню частину одягу з каптуром. Жебраком виявився сам Ісус Христос і Мартин, увірувавши в нього, став спочатку ченцем, потім абатом, і нарешті, єпископом. Половина плаща святого Мартина Турського стала священною реліквією і власністю франкських королів. Вони брали її зі собою у військові походи, де вона перебувала у спеціальному наметі, який стали називати «capella».

## Розміщення каплиць
Сучасна каплиця може бути частиною більшої релігійної структури чи комплексу, такої як церква, синагога або частиною світської установи, такої як лікарня, аеропорт, університет, тюрма, військова частина чи поховальний заклад; іноді каплиці обладнують на борту військового чи цивільного корабля, або це може бути окрема споруда, інколи з власною ділянкою землі. В армії є каплиці для використання військовими особами, як правило, на чолі з військовим капеланом. В історичному плані, каплиці були місцем богослужіння, які мали другорядне значення, не були головною турботою місцевого парафіяльного священика або які належали приватним особам або установам. Більші церкви мали один чи більше другорядних вівтарів, котрі називалися каплицями. Хоча під каплицею ми частіше розуміємо християнське місце богослужіння, вони були також у єврейських синагогах.
В різних країнах і релігіях значення слова може змінюватися. Поза-конфесійною чи над-конфесійною каплицею іноді називають «кімнати богопізнання», які можна знайти у багатьох лікарнях, аеропортах і навіть ООН.
В Україні характерними місцями спорудження каплиць є:
- Роздоріжжя в населених пунктах та поза ними; при в'їзді/виїзді з міста/села; на полях, на межах земельних володінь;
- Цвинтарі — для відспівування покійників; також фамільні каплиці значних родин, де могли бути також поховані члени родини;
- Монастирі та медичні заклади при монастирях;
- Навчальні заклади, особливо релігійного спрямування або при церквах, монастирях;
- Джерела, криниці, особливо ті, які вважались цілющими, а також унікальні природні комплекси;
- Печери, скелі, підземні порожнини, інші характерні місця поселення схимників, відлюдників; природні схованки;
- Місця паломництва, відпустів, святі місця, місця чудесних подій;
- Поховання значних особистостей;
- Місця битв, місця слави, місця пам'яті про жертв — напр. голодомору, катастроф; а також символічні могили.

## Відомі каплиці у світі
- готична каплиця замку Блуа, Франція
- каплиця Сен-Шапель, Париж
- каплиця дель Арена, Падуя, Італія
- каплиця дельї Скровеньї, Падуя
- каплиця родини Пацці, Флоренція
- каплиця Бранкаччі з фресками Мазаччо та Філіппіно Ліппі (церква Санта Марія дель Карміне, Флоренція)
- каплиця Караффа в церкві Санта Марія сопра Мінерва зі стінописами Філіппіно Ліппі, Рим
- барокова каплиця родини Альдобрандіні, ц. Санта Марія сопра Мінерва, Рим
- Сикстинська капела, Ватикан
- Каплиця в палаці Казерта
- Каплиця Гваріні або Каплиця Сакра Сіндоне, Турин
- Каплиця Контареллі в церкві Сан Луїджі деі Франчезі, Рим
- Каплиця Санта Марія дельї Анжелі (Тічино), Швейцарія

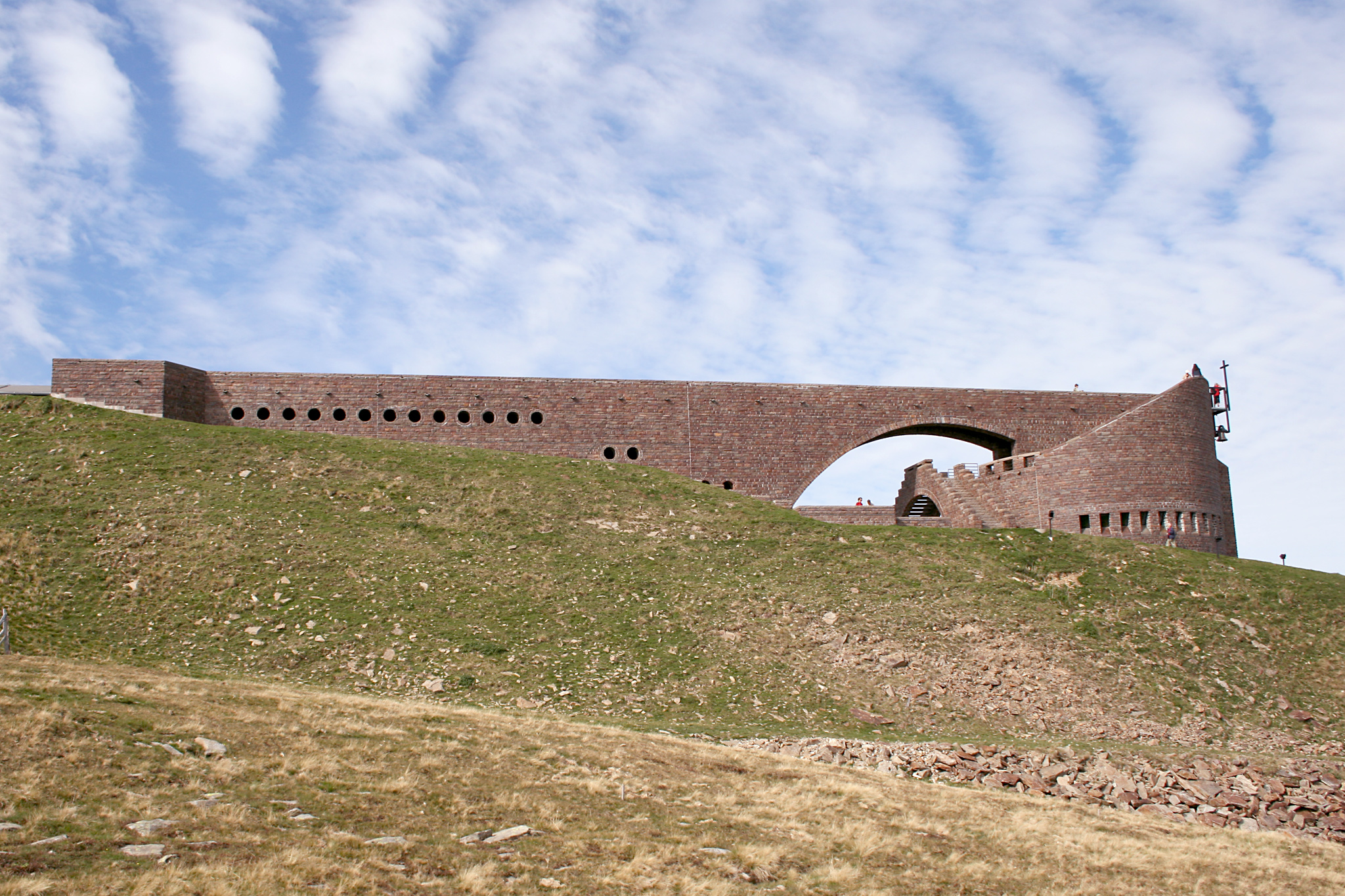
Арх. Маріо Ботта. Каплиця Санта Марія дельї Анжелі (Тічино), Швейцарія
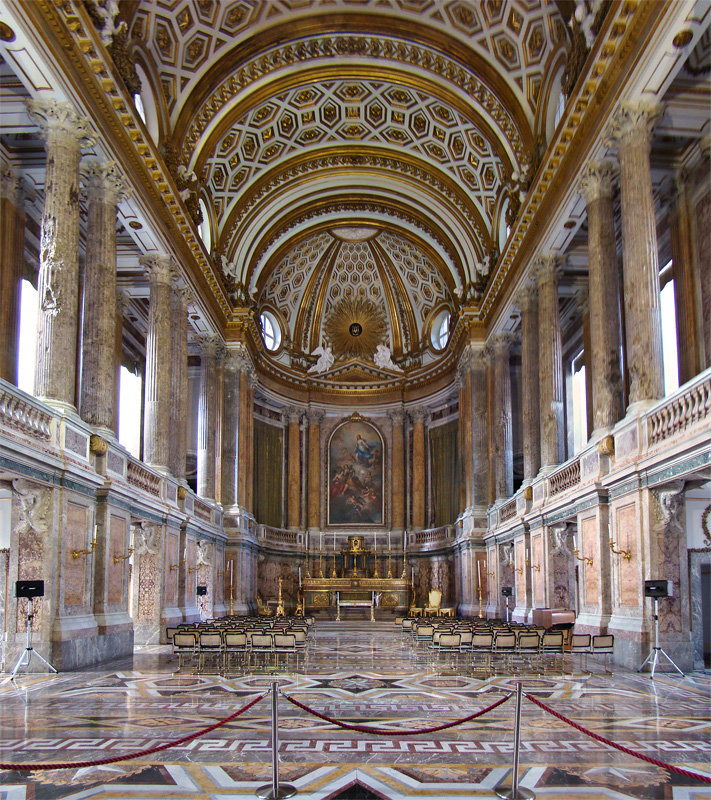
Каплиця в палаці Казерта.
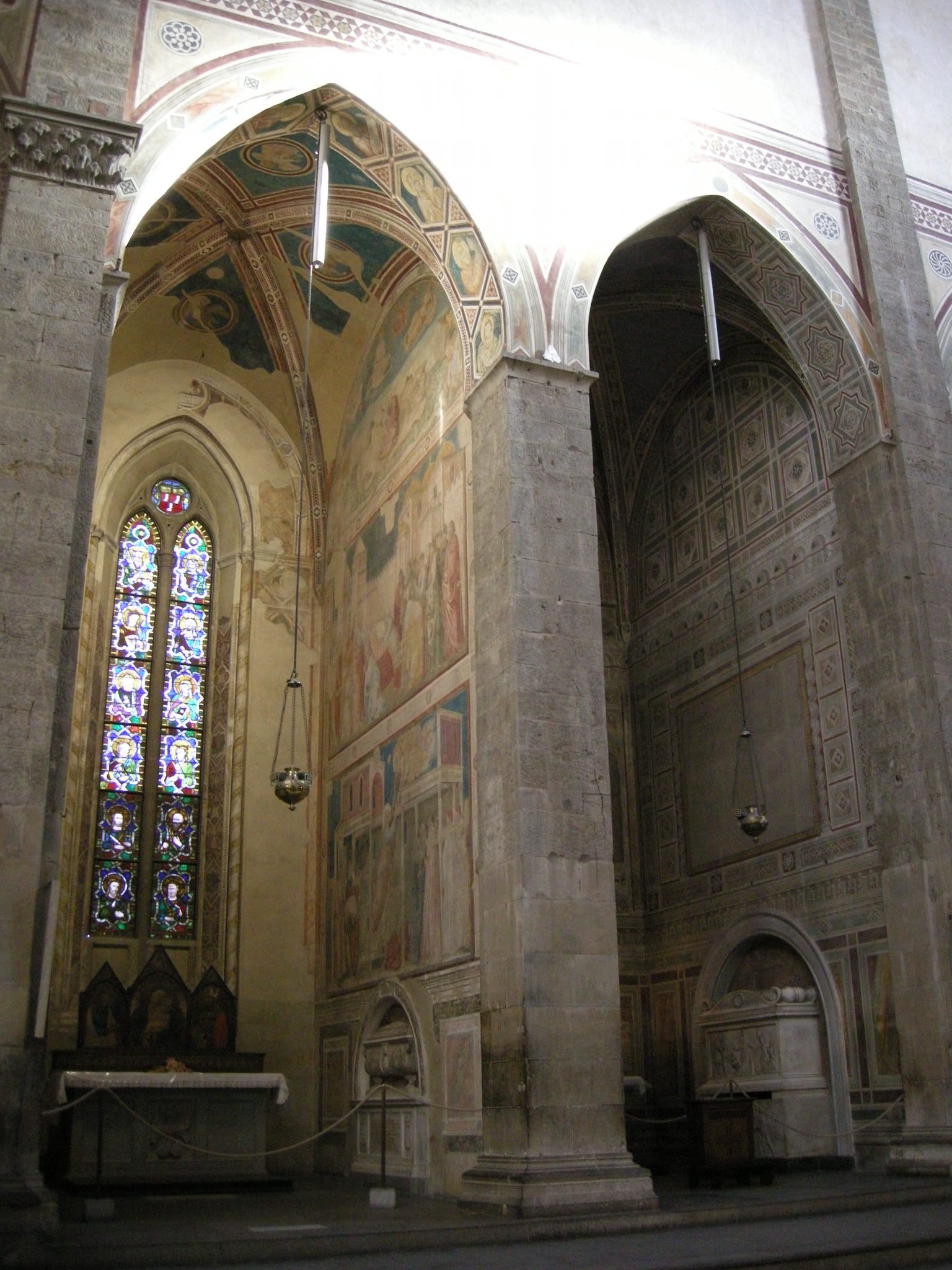
Каплиця Перуцці, церква Санта Кроче
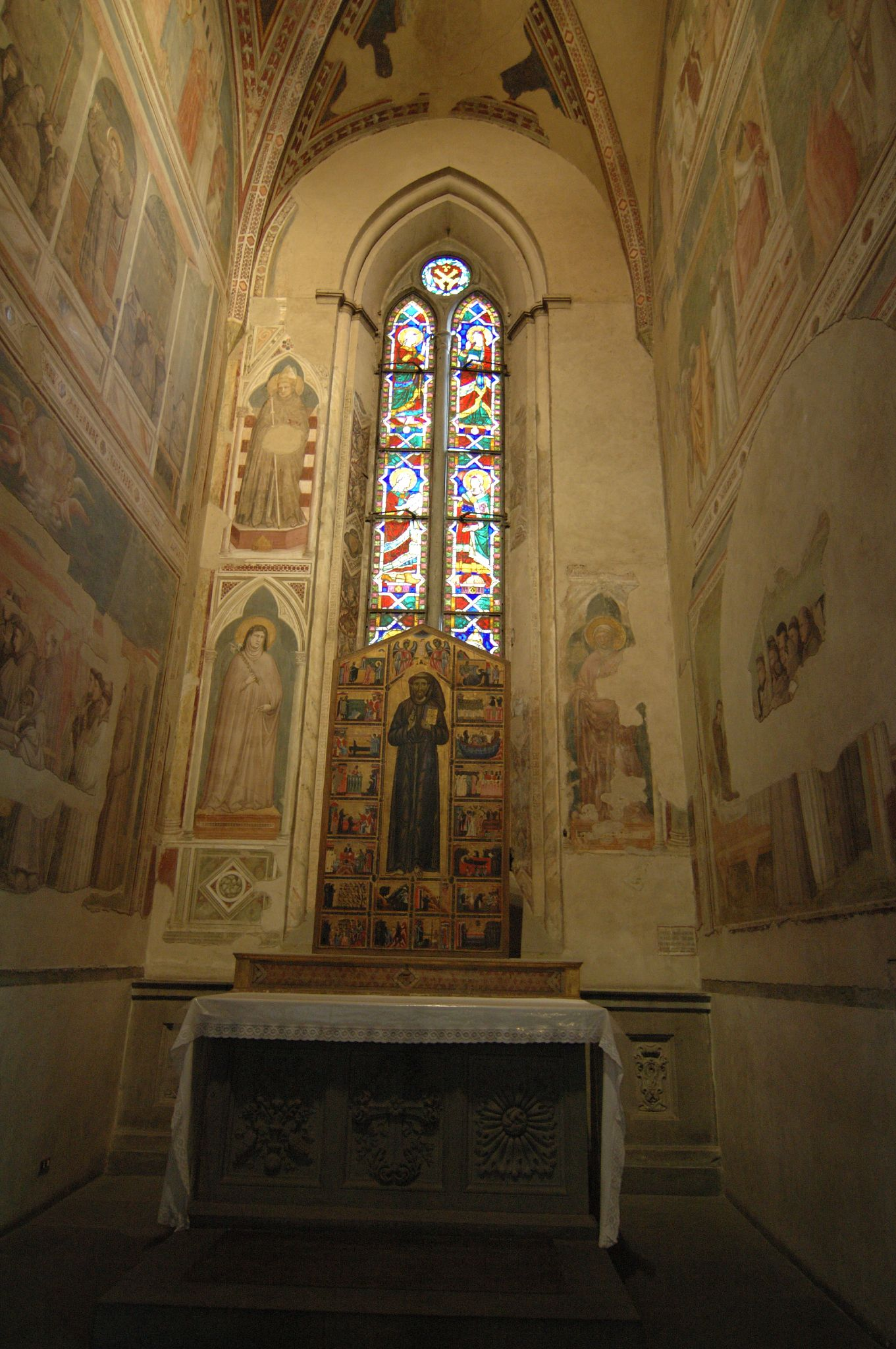
Каплиця Барді, церква Санта Кроче
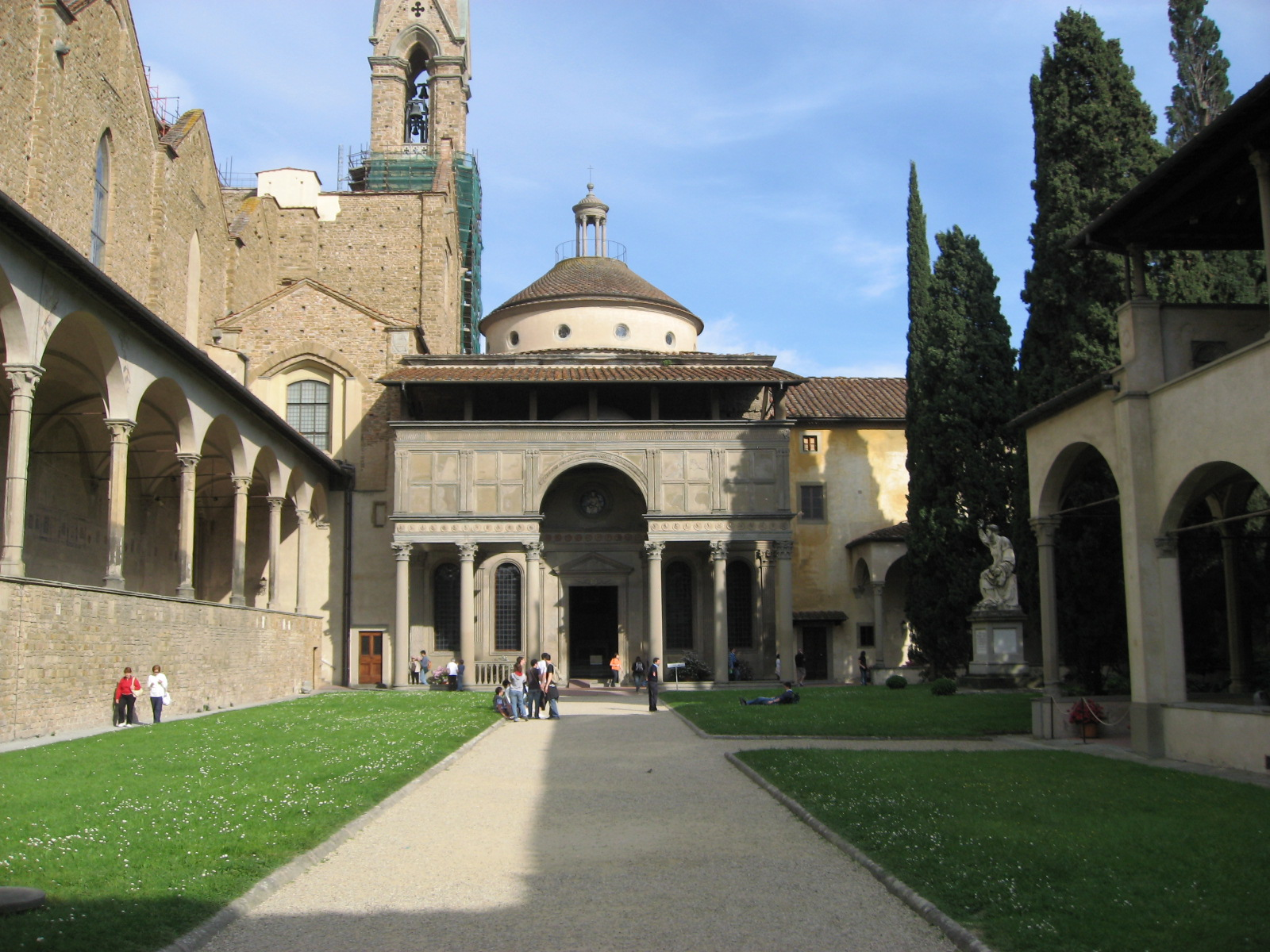
Каплиця Пацці, церква Санта Кроче
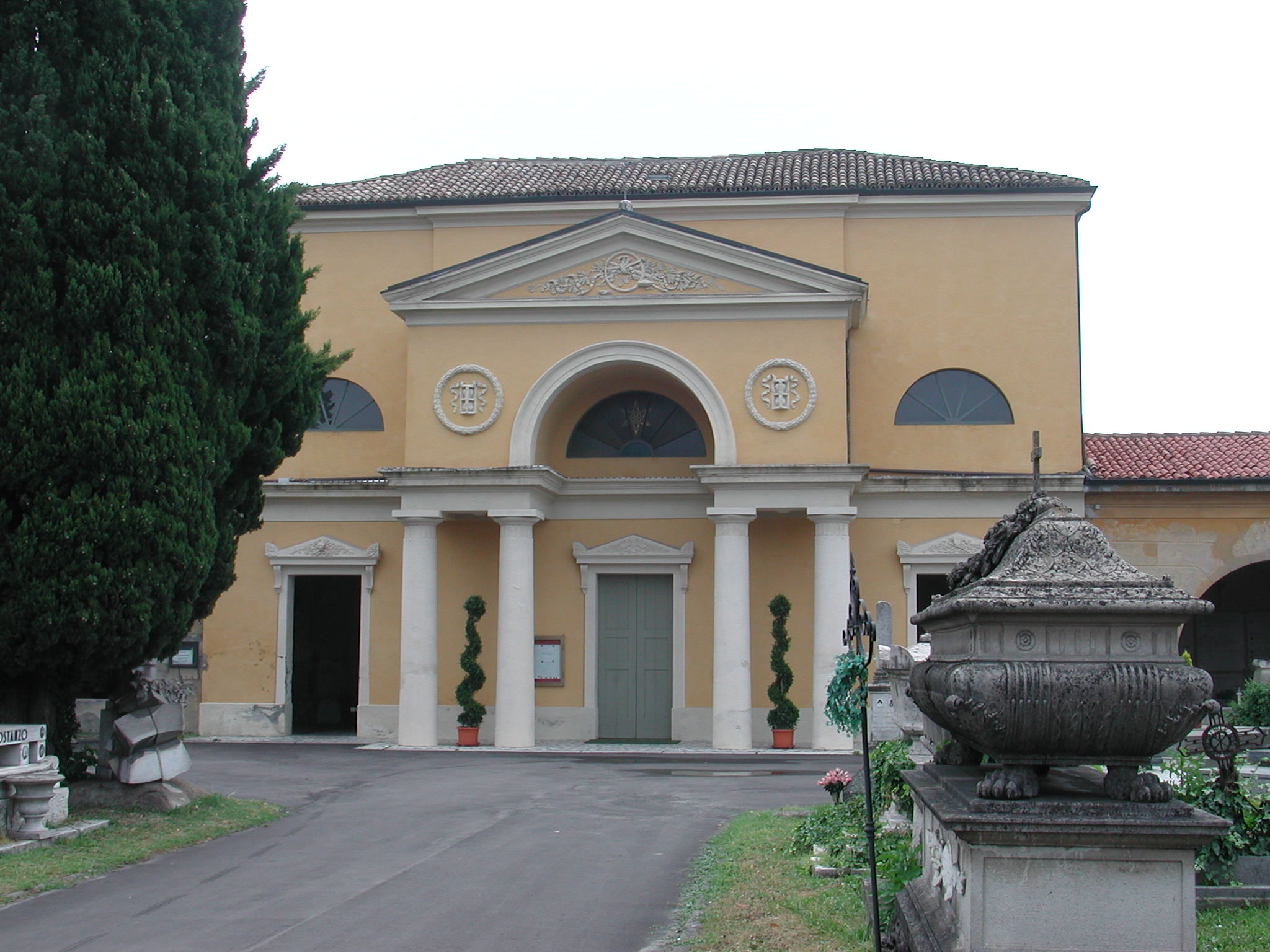
Заміська каплиця в стилі ампір, Реджо Емілья, Італія

### Сикстинська каплиця
Одна з найвідоміших каплиць світу знаходиться в Ватикані. Це Сикстинська каплиця. Побудована як домова церква римських пап на замовлення папи римського Сикста Четвертого у 1473—1481 роках архітектором Джорджі де Дольчі. Прямокутне приміщення без внутрішніх стовпів-опор слугує нині для проведення Конклавів — нарад з виборів нового папи.
В другій половині XV століття на замовлення пап здійснено розпис стін каплиці художниками Доменіко Гірляндайо, Сандро Боттічеллі, П'єтро Перуджино, Пінтуріккьо.
Сикстинська каплиця, галерея

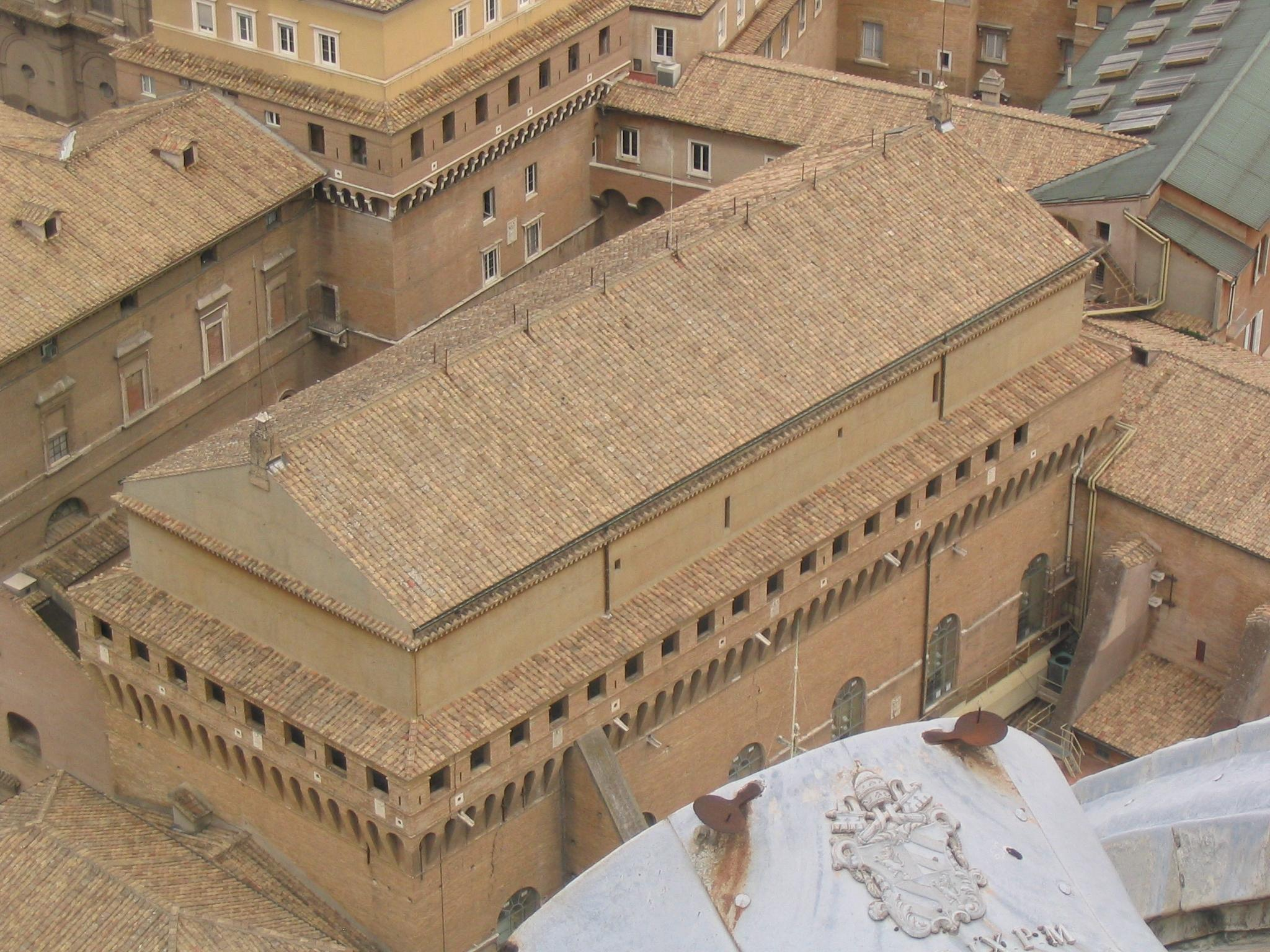
Дах Сикстинської каплиці
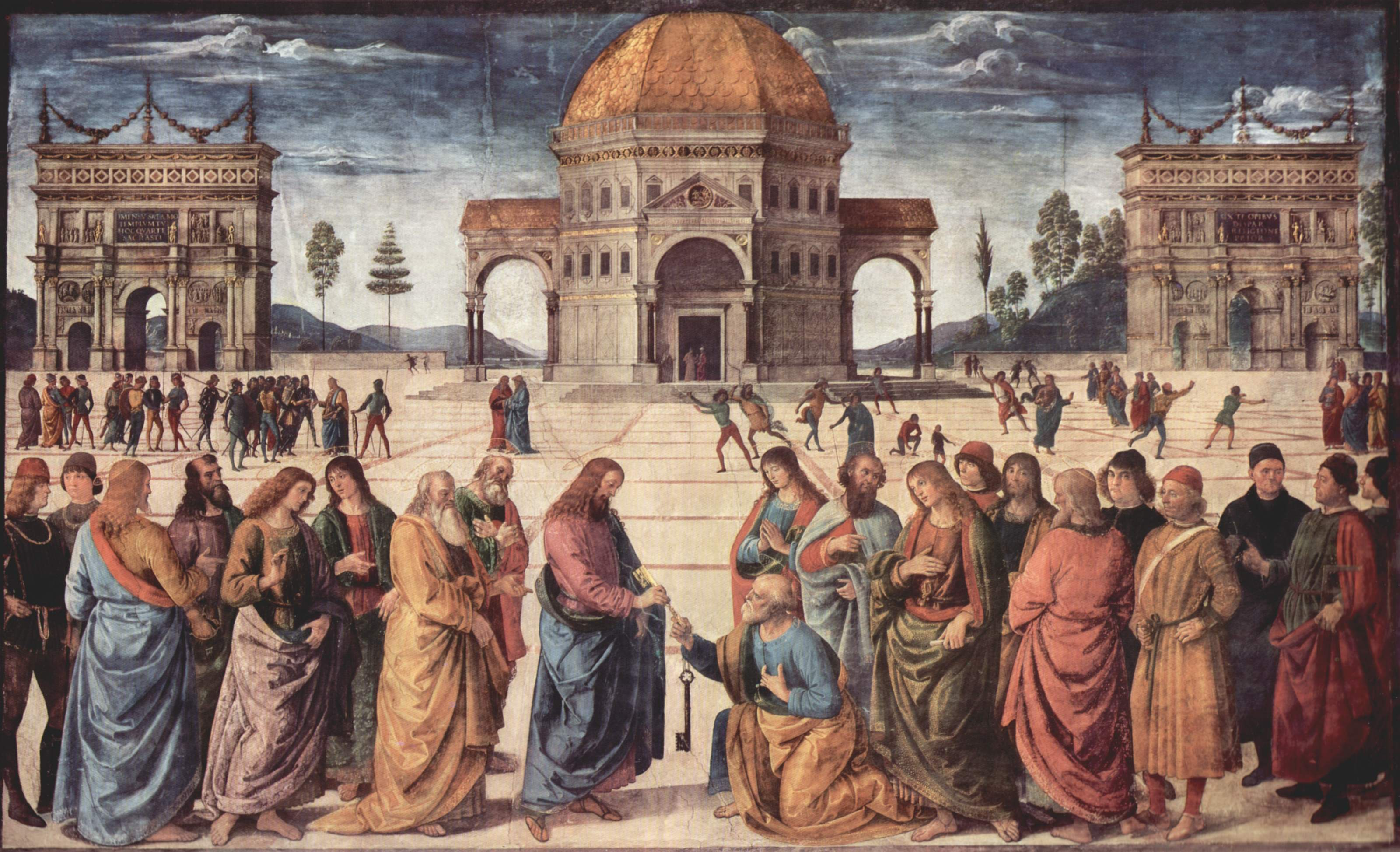
Фреска Перуджино. Христос віддає ключі від Раю апостолу Петру. 1480-1482. Сикстинська каплиця. Ватикан.
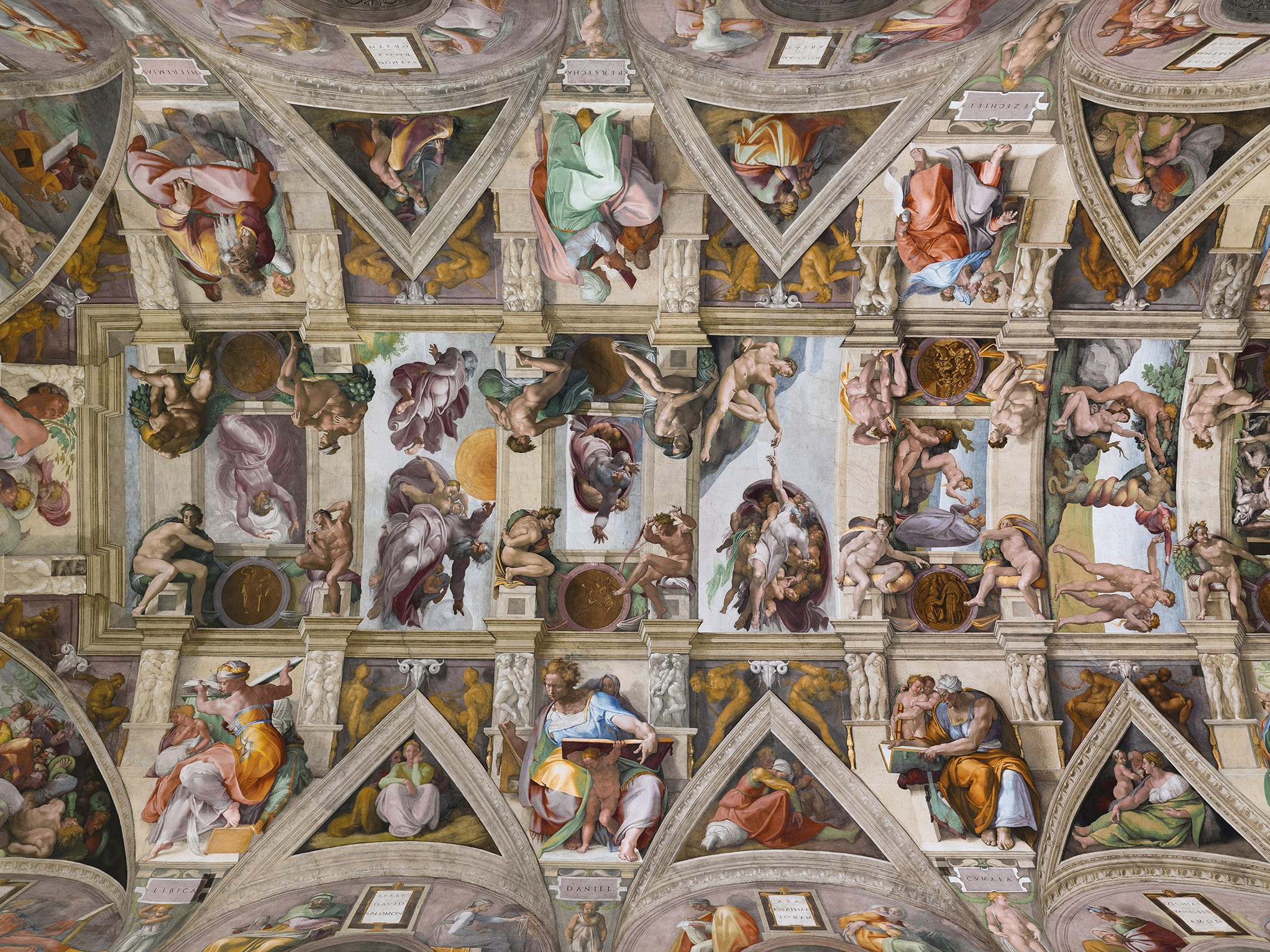
Стеля Сикстинської каплиці. Стінопис Мікеланджело

## В Україні

Каплиця на спомин жертв сталінських репресій в Україні і пам'ятник зруйнованим храмам, місто Черкаси.

- Каплиці Боїмів та Трьох Святителів у Львові.
- Каплиця Свейковських у Тетієві.
- Каплиця Ценських у Вікні.
- каплиця в Олеському замку
- каплиця в замку Бережани.
- Каплиця в палаці Розумовського, місто Батурин.
- каплиця Св. Параскеви (1739—1741 рр.) в Домініканському монастирі в селищі Підкамінь (Львівська обл., Бродівський р-н), передана ченцям Студійського уставу Греко-Католицької церкви з 1997 року.
- каплиця на спомин про жертви сталінських репресій, безпідставні гоніння на церкву і пам'ятник зруйнованим храмам в м. Черкаси, Україна)